# Dolce Gusto
Pour les articles homonymes, voir Gusto.
Vous pouvez aider à l'améliorer ou bien discuter des problèmes sur sa page de discussion.
- Il ne cite pas suffisamment ses sources. Vous pouvez indiquer les passages à sourcer avec {{référence nécessaire}} ou {{Référence souhaitée}}, et inclure les références utiles en les liant aux notes de bas de page. (Marqué depuis décembre 2024)
- Sa forme n'est pas encyclopédique et ressemble trop à un catalogue de vente, une plaquette publicitaire ou une offre commerciale. Pour remédier à cela, vous pouvez modifier l'article en adoptant un ton neutre et encyclopédique, notamment grâce à des sources secondaires indépendantes et de qualité qui analysent le sujet. (Marqué depuis décembre 2024)
- Son ton est trop promotionnel ou publicitaire, voire hagiographique. Le texte doit adopter un ton neutre et encyclopédique. (Marqué depuis décembre 2024)
- Il doit être recyclé. La réorganisation et la clarification du contenu sont nécessaires. (Marqué depuis décembre 2024)

- Archive Wikiwix
- Bing
- Cairn
- DuckDuckGo
- E. Universalis
- Gallica
- Google
- G. Books
- G. News
- G. Scholar
- Persée
- Qwant
- (zh) Baidu
- (ru) Yandex
- (wd) trouver des œuvres sur Wikidata

Dolce Gusto est une marque de machines expresso et de capsules de café et diverses boissons appartenant à Nestlé. Les machines sont fabriquées par Krups.

## Machines expresso

### Série Melody
La première série de 2006 était composée des modèles KP2000 (noir / argent), KP2006 (noir / argent / rouge) et KP2002 (noir / argent / blanc), chacun d'eux fonctionnant en pression standard de 14 bar. Le dispositif lui-même est constitué d'un réservoir d'eau, d'une pompe à eau interne et d'un système de chauffage électrique. 
Le distributeur est placé dans le haut de l'appareil, où un levier abaisse sur le porte-capsule une plaque munie d'une aiguille creuse.
Les machines, dès le début, utilisaient un nouveau type de capsules brevetées appelées "capsules intelligentes", contenant chacune 8 g de café moulu ou d'autres boissons chaudes ou froides.
Fin 2008, Nestlé a lancé une nouvelle série KP21xx / Melody2, avec de nouvelles couleurs et quelques autres améliorations : 15 bars de pression au lieu de 14 ; économie d'énergie par arrêt automatique après 5 min ; certaines pièces chromées.
Depuis septembre 2010, il existe une nouvelle série, Creativa Melody2, qui dispose d'un écran LCD, permettant de programmer et personnaliser la machine, par exemple, en réglant l'allumage sur un temps donné, ou bien le volume d'eau. Il existe des paramètres pré-programmés, propres à différentes variétés de capsules, qui peuvent être personnalisés.

### Circolo, Piccolo et Fontana
À la mi-2009, Nestlé ajoute à la gamme la série Circolo. Cette machine, comme son nom l'indique, arbore un design arrondi, avec les mêmes spécifications techniques que les dispositifs Melody2, mais avec une lumière LED dans le réservoir d'eau.

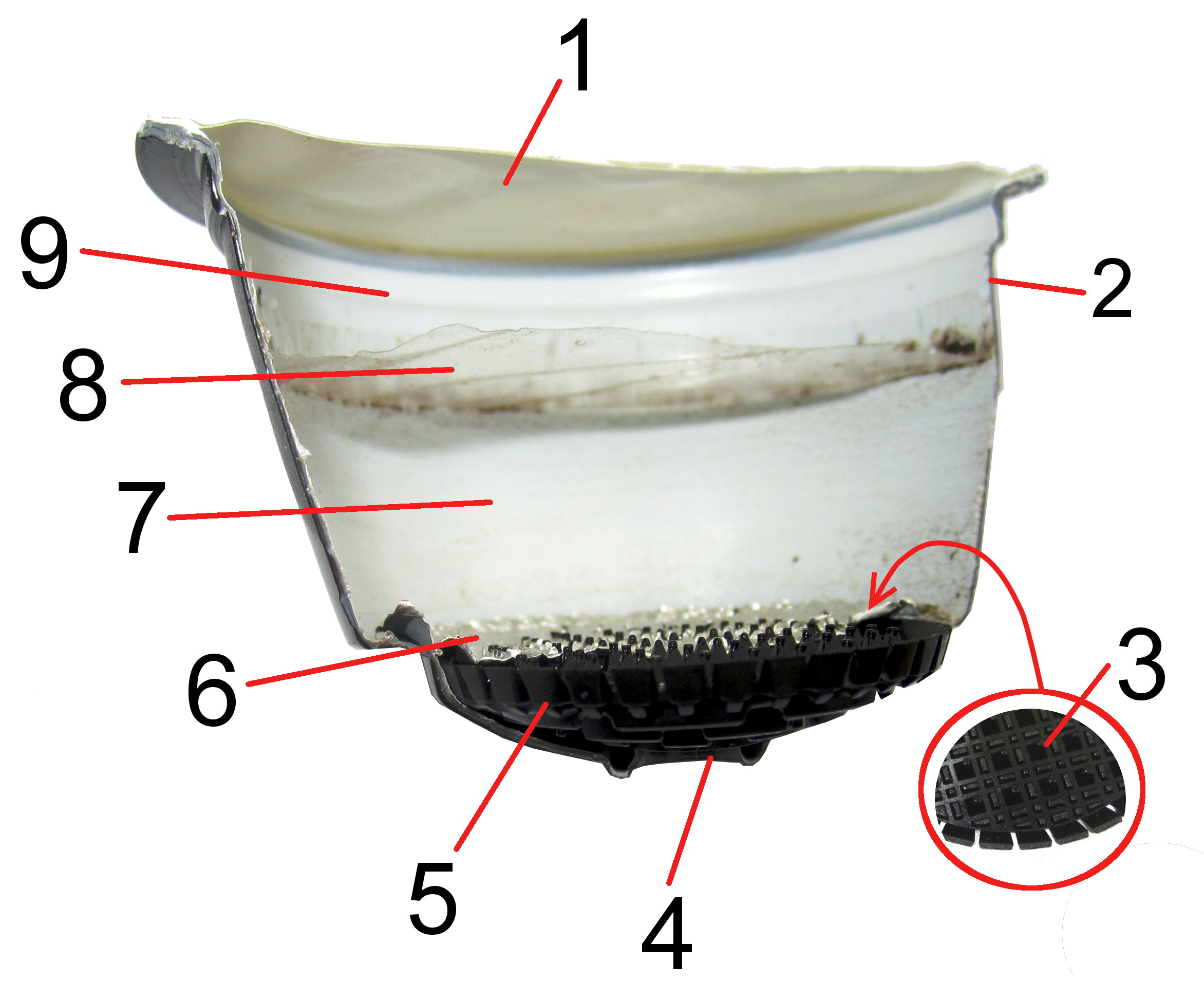
Coupe d'une capsule à café expresso Dolce Gusto. 1) Opercule supérieur (membrane perçable, en plastique souple, indiquant le contenu de la capsule) ; 2) Corps de la capsule (en plastique souple) ; 3) Douchette hérissée de pointes destinées à percer l'opercule inférieur en aluminium (en plastique dur) ; 4) Orifice de sortie du café ; 5) Filtre et collecteur de café (en plastique dur) ; 6) Opercule inférieur en aluminium (seul élément métallique) ; 7) Chambre de stockage du café moulu ou de la boisson soluble : lait en poudre, thé sucré soluble, chocolat, etc. 8) Membrane de séparation et de répartition de l'eau (en plastique souple) ; 9) Chambre supérieure servant à répartir l'eau sous pression sur l'intégralité du café moulu.

En septembre 2010, les deux séries précédentes ont été complétées par trois de plus : outre la Creativa mentionnée ci-dessus, une toute nouvelle machine Piccolo, de plus petite taille (KP10xx), vise une clientèle disposant de peu de place, avec un réservoir de 600 ml d'eau. Autrement, elle est techniquement identique aux machines Melody2.
De même, la Fontana (KP30xx) a les mêmes caractéristiques, mais avec un design qui rappelle un robinet d'eau (fontana, en italien). 

## Capsules
Chaque paquet contient 16 capsules de café moulu ou autre boisson soluble, assurant la confection de 16 tasses. Il existe aussi des capsules de thé, et même des boissons froides.
Pour les boissons au lait, deux capsules sont nécessaires, l'une contenant le lait en poudre, l'autre le café (moulu), ou bien le thé, le chocolat (solubles).

## Comparaison avec Nespresso
Les capsules Nespresso sont en aluminium, celles du système Dolce Gusto sont presque entièrement en plastique souple (seul l'opercule inférieur est en aluminium mince, destiné à être transpercé lors de la mise en pression par les picots de la douchette placée juste au-dessous) ; les capsules Dolce Gusto sont plus grandes, contiennent plus de café (8 g pour Dolce Gusto, au lieu de 5 g pour Nespresso). Elles sont également d'une plus grande complexité.